# Medicago alatavica
Medicago alatavica är en ärtväxtart som beskrevs av I.T. Vassilczenko. Medicago alatavica ingår i släktet luserner, och familjen ärtväxter. Inga underarter finns listade i Catalogue of Life.